# 放眼馬世界
放眼馬世界（英語：Racing Horizon），曾經是香港賽馬資訊娛樂節目，是由香港賽馬會製作。逢星期一、二、四、五，19：00，於亞洲電視亞洲台播放，時長每期30分鐘。該節目2008年1月1日開播至2015年7月31日因亞視不獲續牌而結束，分有多個系列，由主持帶您遊走本地及海外馬壇，多角度探索當中人和事。節目同時於有線18台、有線球彩台和高清603台（hd603）播放。《放眼馬世界》的節目內容，後來由《綠茵闖蕩》（2015年至2020年初）來繼承。

## 曾播映頻道及時間
| 電視台         | 播映時間（香港）             | 主持人                                  |
| -------------- | ---------------------------- | --------------------------------------- |
| 亞洲電視亞洲台 | 逢星期一、二、四、五晚上7:00 | 梁浩賢（論戰系列）、 李潔瑩（潮玩系列） |

## 節目內容
內容元素豐富，有人物特寫及專訪，包括練馬師、騎師、見習騎師、馬會幹事、馬評家等等，亦有全方位、多角度的賽馬知識與趣味，例如獸醫、化驗所、跑道等等，敬請密切留意。
分有多個系列，由主持帶您遊走本地及海外馬壇，多角度探索當中人和事。

### 論戰系列
與觀眾瀏覽世界各地精彩賽事，廣邀名家為本地及海外大賽開壇論戰。由海外賽事專家梁浩賢助陣，為您介紹世界各地精彩賽事及分析多項本地一級賽事之形勢。

### 潮玩系列
由李潔瑩聯同一眾美女嘉賓主持，內容包括暢談馬圈有趣熱話，亦會遊走馬場不同蒲點，介紹場內吃喝玩樂最新資訊，更會在節目中大玩遊戲，以生動及嶄新角度，展現馬場不同風貌。

### 檔案系列
深度探索馬壇精彩人與事，扣人心弦。

## 主持
- 梁浩賢（論戰系列）
- 李潔瑩（潮玩系列）
- 鄭啟泰（檔案系列）

## 外部連結
- 香港賽馬會官方網站 - 電視節目簡介 （页面存档备份，存于）
- nowTV節目網頁 - 放眼馬世界[]